# 5つの夜想曲
『5つの夜想曲』は、1919年にエリック・サティが作曲した夜想曲。
- 第1曲 やさしく、しずかに（Doux Et Calme）
- 第2曲 単純に（Simplement）
- 第3曲 やや動きをもって（Un Peu Mouvementé）
- 第4曲 神秘的にやさしく（Mystérieux Et Tendre）
- 第5曲